# Воздух свободы (альбом)
Воздух свободы — студийный альбом супергруппы «Горностай», интернет-релиз которого состоялся 28 октября 2011 года на ThankYou.ru. Отличительной особенностью этой работы является то, что все люди так или иначе работавшие над проектом, никогда не собирались вместе. Весь процесс создания альбома состоял из пересылки необходимых файлов, стихов, мелодий.

## История создания
Проект задумывался Ильёй Лагутенко как виртуальный студийный опыт, который даст возможность участвовать в нём самым разным людям вне зависимости от «групповой ответственности». В коллективе, который творит и функционирует преимущественно через интернет, помимо Лагутенко, заняты Павло Шевчук (саунд-продюсер, группа «Зурбаган»), электронщики Mars Needs Lovers, Александр Гагарин («Сансара»), Леонид Штительман («Туманный стон»), Grisha Urgant и другие.

## Релиз и продвижение
Макси-сингл «Горностая» — а точнее, ровно половина альбома «Воздух свободы» — выпущен в свет вместе с октябрьским номером журнала «Афиша». 28 октября 2011 года состоялся Интернет-релиз альбома на портале Thankyou.ru. Также на две композиции с альбома «Бархатный сезон» и «Песня Техника» были выпущены музыкальные видео.

## Критика
Музыкальный портал Apelzin писал, что «на „Воздухе свободы“ Лагутенко определенно решил выразить своё второе Я, которое не вписывается в концепцию нынешнего Мумий Тролля. Во-первых, по первым песням довольно тяжело догадаться, что это поет он. Мяукающее растянутое пение Лагутенко явно оставил за пределами этого проекта, и только в нескольких песнях угадывается его коронная манера пения. Но стоит отметить, что именно этот нюанс придает альбому абсолютную магичность».
Андрей Бухарин из журнала Rolling Stone поставил оценку альбому «3» из «5», отметив, что «на деле в этом коллективе человек с приставкой „супер“ один — сам Илья Лагутенко. Второй его основной партнер — звукорежиссёр „МТ“ Павло Шевчук. Остальные коллабораторы с разных концов света (среди прочих пермский дуэт Mars Needs Lovers, американец Норман Блок и Александр Гагарин из екатеринбургской „Сансары“) работали удаленно. Конечный результат этого ни к чему не обязывающего развлечения представляет собой осовремененный синтипоп с известным нам всем вокалом».

## Список композиций
1. КапКапКап (4:21)
2. Бархатный сезон (4:57)
3. Сука (2:35)
4. Рокмэны (3:50)
5. Прогулка (3:23)
6. Оливье (3:46)
7. Полночь — нет никого (1:37)
8. Раны (4:07)
9. Мириады (3:11)
10. Когда девочки стали дикими (3:13)
11. Youtube (4:49)
12. Песня Алисы (2:48)
13. Песня Техника (4:04)
14. Девочка с другого города (feat. Grisha Urgant) (4:01)